# Franciella spiridentoides
Franciella spiridentoides là một loài rêu trong họ Spiridentaceae. Loài này được Thér. mô tả khoa học đầu tiên năm 1910.